# 管理世界
管理世界（Administrative World）是中華人民共和國一份管理學双月刊期刊，由国务院经济技术社会发展研究中心主办，1985年5月创刊。編輯部位於北京市海淀區。

## 外部連結
- 官方网站